# Psittinus
A 	Psittinus a madarak osztályának papagájalakúak (Psittaciformes) rendjébe, a szakállaspapagáj-félék (Psittaculidae) családjába és a szakállaspapagáj-formák (Psittaculinae) alcsaládjába tartozó nem.

## Rendszerezésük
A  nemet Blyth 1842-ben nevezte el, és jelenleg az alábbi fajok tartoznak ide:
- Abbott-papagáj (Psittinus abbotti)
- Vörösvállú papagáj (Psittinus cyanurus)